# Sibbesse
Sibbesse è un comune di 5 766 abitanti, della Bassa Sassonia, in Germania.
Appartiene al circondario (Landkreis) di Hildesheim (targa HI).
Comprende i 5 ex comuni che fino al 1º novembre 2016 facevano parte della comunità amministrativa di Sibbesse.

## Geografia antropica

### Suddivisioni amministrative
Le sue frazioni sono: Adenstedt, Almstedt, Eberholzen, Grafelde, Hönze, Möllensen, Petze, Segeste, Sellenstedt, Westfeld e Wrisbergholzen.